# قلعه راسه‌پوری

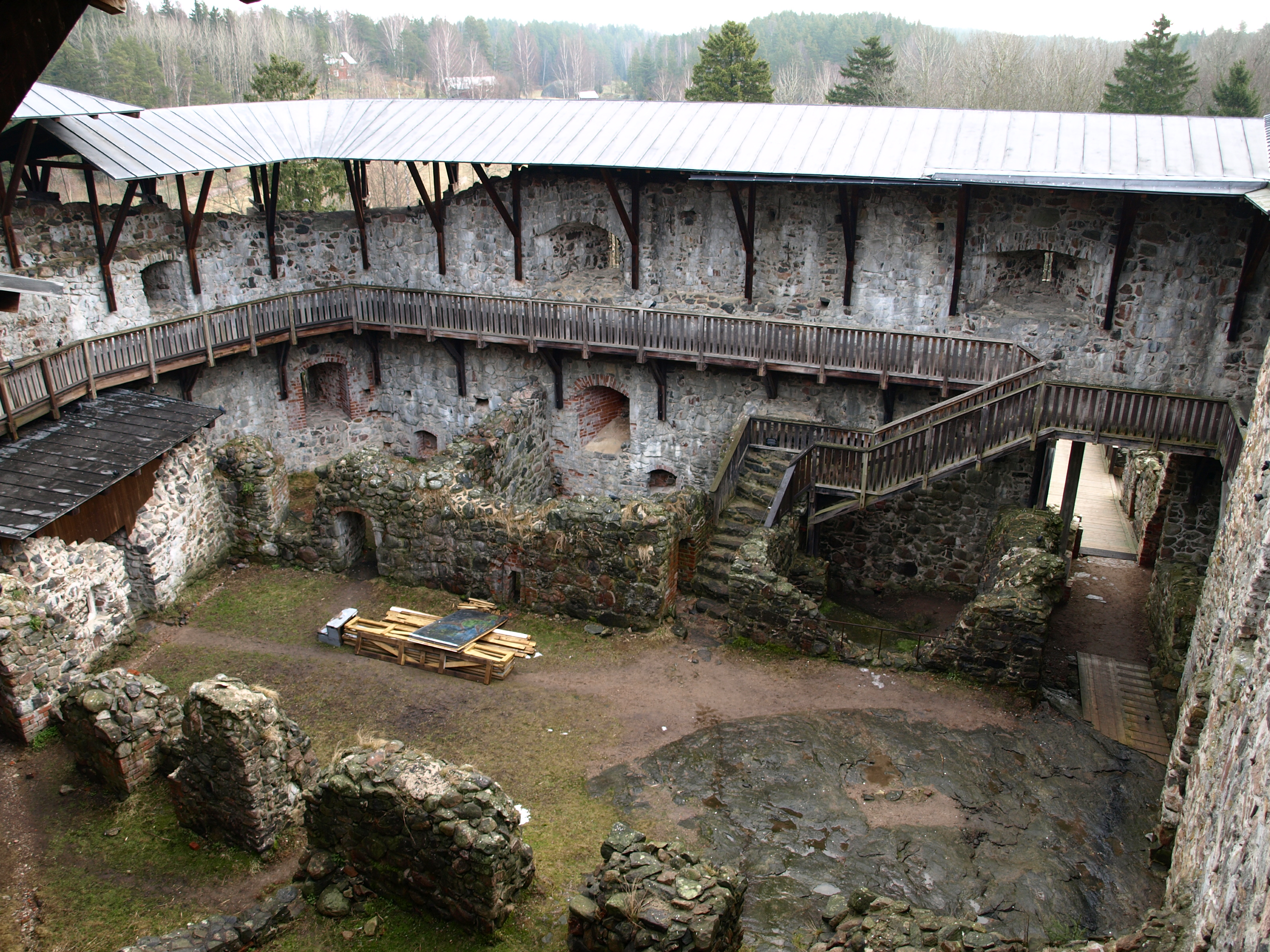
نمای داخلی قلعه

قلعه راسه‌پوری (سوئدی: Raseborgs slott , فنلاندی: Raaseporin linna) یک قلعه قرون وسطایی در راسه‌پوری فنلاند است. این قلعه از سال ۱۳۷۰ تا ۱۵۵۳ میلادی فعال بوده‌است. امروزه بقایای قلعه در ایام تابستان به روی عموم باز هستند و قلعه میزبان تئاتر تابستانی راسه‌پوری است.

## پیشینه
گفته شده‌است که قلعه توسط هرمان دورپات، جانشین آلبرت فن بوکستهوفن و برادران لیوونیایی شمشیر پس از جنگ صلیبی لیوونی ساخته شده‌است و نام قلعه ار اسقف اعظم راسه پوری گرفته شده‌است. همچنین گفته شده که این قلعه توسط بو جانسون گریپ بین سال‌های ۱۳۷۳ و ۱۳۷۸ تکمیل شده‌است.
اولین اطلاعات مکتوب قابل استناد دربارهٔ قلعه مربوط به سال ۱۳۷۸ است. هدف اصلی آن حفاظت از منافع سوئد در جنوب فنلاند در برابراتحادیه هانزا بود. این قلعه در ابتدا در جزیره ای کوچک در انتهای شمالی یک خلیج دریایی ساخته شده‌است. مورخان بر این عقیده هستند که این قلعه در ۳ مرحله مختلف در طول زمان طی قرونن ۱۴ تا ۱۶ میلادی ساخته شده‌است.
چیدمان قلعه شبیه یک سرستون دی شکل، با یک برجک دفاعی گرد و دیواره ضخیم است. این قلعه دارای دیوارهای بیرونی بوده که دو حیاط بیرونی (قلعه) را تشکیل می‌دهد. دیوار بیرونی دارای یک برج مربع و یک برج‌وبارو بوده‌است.
خرابه‌های دیوار بیرونی قلعه هنوز وجود دارد. به گفته مورخان دیوار بیرونی برای محافظت از پایه‌های خود قلعه ساخته شده‌است. هنگامی که استفاده از توپخانه رایج تر شد، حفاظت از دیوارهای اصلی قلعه بسیار مهم بود. همچنین یک سازه محافظ دیگر در خارج از قلعه وجود داشت. این حفاظ در واقع یک دیوار چوبی بود که اطراف قلعه را احاطه کرده بود و مانع از نزدیک شدن کشتی‌های خارجی به بندر قلعه می‌شد. هنوز بخش‌های کوچکی از آن حفاظ وجود دارد.
نبردهایی بین نیروهای سوئد و دانمارک و حتی دزدان دریایی بر سر کنترل قلعه در قرون وسطی درگرفت. سه سال پس ازبا تأسیس هلسینکی در سال ۱۵۵۰ و اهمیت استراتژیک آن، این قلعه در سال ۱۵۵۳ تقریباً رها و کم‌کم متروکه شد.

## امروز
کار مرمت این قلعه در دهه ۱۸۹۰ آغاز شد و در این روزها ویرانه‌های قلعه به روی عموم باز است.
در نزدیکی ویرانه‌های قلعه، یکی از بزرگترین صحنه‌های تئاتر روباز فنلاند، تئاتر تابستانی راسه‌پوری قرار دارد. این تئاتر در سال ۱۹۶۶ تأسیس شد و هر سال در ماه جولای اجراهای متعددی به زبان سوئدی اجرا می‌کند که اغلب با تاریخ قلعه ارتباط دارد.